# Kochanski (Stradivarius)

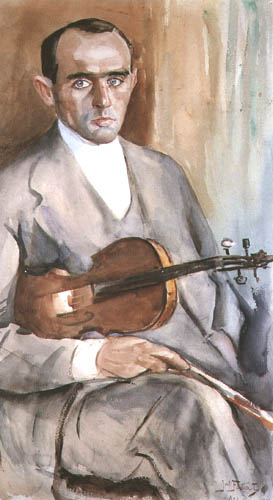
Portrait de Paweł Kochański qui a donné son nom à l'instrument.

Le Kochanski est un violon de Stradivarius datant de 1717.

## Histoire
Au début du XXe siècle, le violon appartenait au tsar Nicolas II de Russie. Au début de la révolution de Russie, le tsar l'offrit au violoniste polonais Paweł Kochański en espérant protéger l'instrument.
Durant son retour en Pologne, le train transportant Kochanski et son ami Arthur Rubinstein (un train de transport d'animaux) fut contrôlé par des soldats révolutionnaires. Kochanski eut l'idée de jouer des mélodies révolutionnaires avec l'instrument, ce qui lui sauva la vie.
Une autre version dit que ce violon avait été offert au roi d'Espagne. Il fut volé et on retrouva sa trace. Le violoniste norvégien Ole Bull qui l'avait acquit le vendit à Monsieur Kochanski.
Quelques années plus tard, en 1975, le violoniste français Pierre Amoyal acquit l'instrument. En 1987, lors d'une visite en Italie, à Saluces, le violoniste laisse l'instrument dans sa Porsche 911. Valentino Giordano, alias le Gitan, vole la voiture dont le propriétaire avait laissé traîner les clefs sur un sac, le temps de payer la note de l'hôtel qu'il quittait.
Il faut quatre ans à Pierre Amoyal pour retrouver le violon en parfait état, non sans l'aide de certains avocats spécialistes de la mafia italienne, le voleur n'ayant jamais réussi à revendre le violon, tant sa notoriété était grande.
Pierre Amoyal écrit un roman autobiographique basé sur ces évènements, Pour l'amour d'un Stradivarius, paru en 2004.

## Estimation
En 1926 Kochanski aurait refusé une offre dernier d'achat de 1.350.000 francs belges
La valeur marchande de l'instrument est estimée, selon une source datant de 2020, dans une fourchette de quatre à six millions d'euros.

## Sources
- http://www.sheilascorner.com